# Pellaea pteroides
Pellaea pteroides là một loài dương xỉ trong họ Pteridaceae. Loài này được Prantl mô tả khoa học đầu tiên.